# Alclad
L'Alclad est une tôle d'alliage d'aluminium résistante à la corrosion formée à partir de couches d'aluminium de grande pureté en surface lié à un alliage d'aluminium de haute résistance mécanique au cœur du matériau. Ces tôles sont couramment utilisées par l'aéronautique.

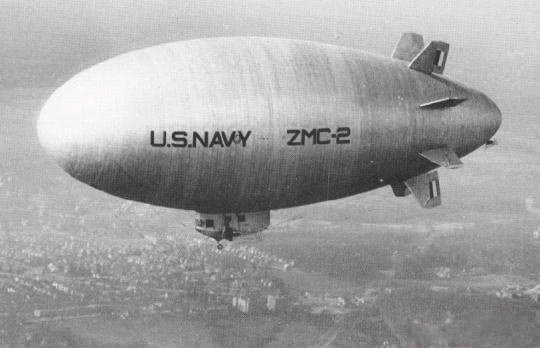
Le ZMC-2, fait en Alclad

Le premier aéronef construit à partir d'Alclad fut le dirigeable ZMC-2, construit en 1927, à la Naval Air Station de la Grosse-Ile.
Alclad est une marque commerciale d'Alcoa, mais le terme est également utilisé de façon générique.

L'Alclad est décrit dans la NACA-TN-259 en août 1927 comme : 

« un nouveau produit aluminium résistant à la corrosion, nettement supérieur aux alliages existants. Son utilisation devrait entraîner une forte augmentation de la vie d'une pièce structurelle. L'Alclad est un alliage traité thermiquement, composé d'aluminium, de cuivre, de manganèse, de magnésium, qui a la résistance à la corrosion du métal pur en surface, et la résistance d'un alliage exceptionnel en dessous. Lorsque les résultats préliminaires de l'essai au brouillard salin (vingt-quatre semaines d'exposition) montrent des changements dans la résistance à la traction et l'allongement d'une feuille d'Alcald, ils sont tellement négligeables qu'ils se trouvent dans les limites de l'erreur expérimentale. »

Dans les applications impliquant la construction d'avion, l'Alclad a prouvé avoir une résistance accrue à la corrosion, aux dépens de l'augmentation du poids par rapport à une feuille d'aluminium,.